# ロミ・山田

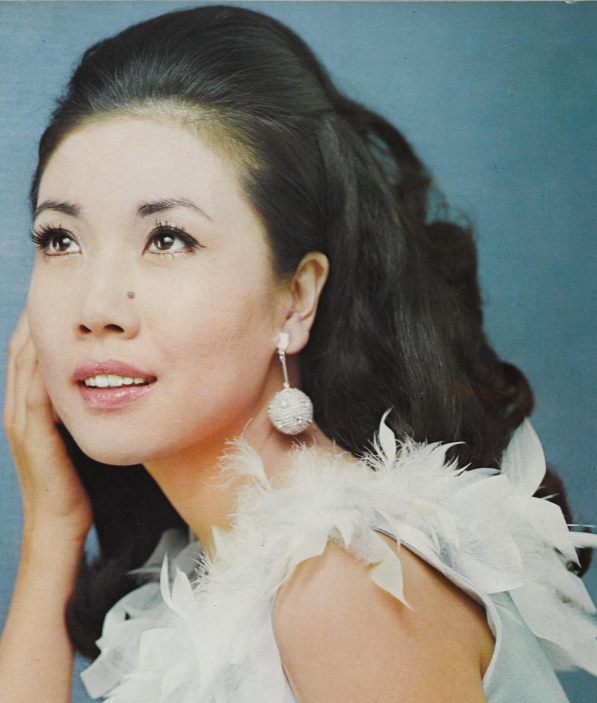
ロミ・山田（1967年）

ロミ・山田（ロミ・やまだ、1933年8月8日 - ）は、日本の女優、歌手。本名は山田ひろみ。朝鮮の京城生まれ、兵庫県育ち。小林聖心女子学院小学校・中学校・高等学校、国立音楽大学声楽科卒業。
実父の和辻廣樹は朝日新聞社会部記者。実父方の祖父は京都帝国大学医学部耳鼻咽喉科初代教授の和辻春次、母方の祖父は新聞記者で大韓協会、大韓自強会顧問、京城通信社記者の大垣丈夫。元夫は放送作家の岡田教和。親族に和辻春樹（実父の兄）、和辻哲郎（実父の従兄）がいる。

## 来歴・人物
実父の赴任地、朝鮮の京城（現在の韓国・ソウル市）で生まれる。1歳で兵庫県へ帰国、宝塚市や神戸市で育つ。4歳のとき、実父の和辻廣樹が胃がんで逝去する。10歳のとき、母が毎日新聞社社員（のちに東京放送常務）の山田眞一と再婚する。
10歳で声楽を学び始める。小学校時代は月村光子（戦時疎開のため約1年で中断）、中学・高校時代は柳歳一、国立音楽大学の受験時は柳の紹介で木下保に、大学時代は矢田部勁吉、および木下保に師事する。
国立音大では同学年同学科に菅原洋一、1学年上の器楽科トランペット専攻に神津善行、2学年上の器楽科バイオリン専攻に森本琢郎がいた。
1954年、ヘルベルト・フォン・カラヤンの初来日時、東京、名古屋、大阪公演に、国立音大および東京芸術大学の声楽科学生らと、ベートーヴェン交響曲第9番の合唱メンバーとして同行、各地で共演する。
1956年、アメリカ、ボストンのニューイングランド音楽院声楽科に入学する。1959年初春、留学中に罹患した喘息が重くなり、休学、帰国する。7か月間治療に専念し完治したが、アレルギー源として疑われたハトが市街地に多数生息するボストンを再訪できず、秋にサンフランシスコ音楽院へ入学する。数か月でニューヨークのニューヨーク音楽大学へ転校する。
1960年春、マンハッタン・アッパーイーストサイドのレストラン「フォーシーズンズ」で食事中、ブロードウェイドラマ『スージー・ウォンの世界』地方公演の配役を捜していた芸能事務所社長にスカウトされ、女優としては全く未経験ながらオーディションを受けることになる。ほっそりしたチャーミングな容姿、声楽で鍛えた声量と舞台度胸が、同作品の総合プロデューサー、デイヴィッド・メリック (David Merrick) に見いだされ、スージー・ウォン役に抜擢され、人気を得る。
1961年、ロジャース&ハマースタイン作、ジーン・ケリー演出のブロードウェイ・ミュージカル『フラワー・ドラム・ソング』の主役メイ・リーを得て、全米各地およびラスベガスでミュージカル・スターとして活躍する。
1963年に帰国後は、歌手、女優として活動する。同年に日本デビュー曲「煙草のけむり」（作詞・作曲平岡精二）がビクターより発売される。アメリカでは「ARIGATO」、イタリアで「ARIGATO (Non Avere Piu` Paura〈もう恐れないで〉)」として、それぞれレコーディング、アレンジを変えて同時発売された（米伊のタイトルの由来は、歌詞中にある「ありがとう」という印象的な台詞からと思われる）。
1965年、岡田教和と結婚する。一男をもうけたが、1989年に離婚する。
1967年、「知りすぎたのね」（作詞・作曲なかにし礼）がヒットする。
1971年、ギリシャで開催された国際ポピュラーソング・コンテスト、アテネ国際音楽祭 (OLYMPIAD OF SONG) に出場、「Her Name was Sakura (君の名はさくら)」（作詞・作曲服部良一）を歌い、5位入賞する。
2008年12月18日、2003年より難病の聴神経腫瘍を患っていた長男が、5年間の闘病を経て死去する。
2010年、第19回日本映画批評家大賞舞台ミュージカル賞を受賞する。また初の自伝『楽譜を抱いて』（角川学芸出版）を発表する。さらに、家族の療養・介護のため長期間休止していた本格的な芸能活動を再開する。
2016年、スメタナの代表曲『モルダウ』の旋律に自らの歌詞を付け、編曲家・目黒真二を迎えて制作した新曲『さらば燃えた日よ〜モルダウ（我が祖国）より〜』をキングレコードからシングル発売する。
ドラマティックソプラノの豊かな声量と幅広い表現力で、クラシック・オペラから聖歌、ミュージカル、ポップス、歌謡曲まで自在に歌いこなす実力派歌手である。また女優、コメンテーターとしても、おっとりとした明るいキャラクターで人気が高かった。
全国各地での公演および講演、また随筆などで活躍中。
※この項の典拠は主にロミ・山田著 『楽譜を抱いて』(ISBN 4-04-653714-0)による。

## エピソード
- 芸名の「ロミ」は、幼少時から肉親や学友らに呼ばれてきた「ひろみ」の愛称である。留学先のアメリカでは「Hiromi」が発音しづらいと言われたため、ロミで通した。その後、アメリカで芸能界デビューとなったため、欧米式に名前を先にした呼び名が、そのまま芸名となった。日本に帰国後は、「ロミ」がエキゾチックな響きの名と受け取られたのとアメリカ帰りのイメージから、しばしば日系アメリカ人と間違われたという。
- 声楽を始めたきっかけは、5歳の時に幼稚園の唱歌の時間、隣の男児に「変な声だ。大人みたいな声だ」と言われてショックを受け、以来その「変な声」を矯正したいと思い悩んでいたためという[4]。
- ニューイングランド音楽院時代、学友たちとニューヨークに遊びに出かけた際、フランス・ニュイエンが主演した『スージー・ウォンの世界』、および『フラワー・ドラム・ソング』を、一番安い3階席で観ていた。のちにスカウトされるまでの間に山田が実際に観たブロードウェイの舞台は、自分が主演することになるこの2作品だけであったという。
- ラスベガスショーの歴史をまとめたドン・ネップ (Donn Knepp) 著 "Las Vegas: The Entertainment Capital" （1987年）によれば、山田が主演した『フラワー・ドラム・ソング』ラスベガス公演は、ブロードウェイの演目が初めてラスベガスで興業し、なおかつ1年6か月のロングランと観客動員数の塗り替えを続けた公演として、エポックメイキングなものであった。まさにこの公演の成功が、それまで歌手・ボードヴィリアンの単独公演や半裸のレビューダンスなどが主流であったラスベガスのショーが、ミュージカルやイリュージョンなど、家族連れで楽しめるような演目が常時催されている現在の形態へと、変化を始めたきっかけとなったとされる。同書には、メイ・リーを演じる山田の写真とともに、このことが記載されている。
- ラスベガスでの活躍が当時の日本でリアルタイムに報道されることは少なかったため、実際の山田の舞台を鑑賞した日本の著名人は、永六輔、渥美清、岡田英次など数人であった。
- ラスベガス公演中、同地に公演に来ていたフランク・シナトラ、サミー・デイヴィスJr.、ディーン・マーティン、リベラーチェ、ジャック・ベニーなどのスターたちと互いのショーに招待し合うという交流をもった。エルヴィス・プレスリーにも、公演後の楽屋に訪問され賛辞を受けたことがある。
- ラスベガス公演中、演劇雑誌『ヴァラエティ』にその演技を「tiny as Audrey Hepburn,sings like Julie Andrews.（オードリー・ヘプバーンのように華奢で、ジュリー・アンドリュースのように歌う）」と評された。
- 寺山修司は、山田の熱烈なファンの一人であった。帰国後の日劇などの舞台へたびたび足を運び、「ハイヒールを履いて生まれてきたような女」という賛辞を残している。事実、山田自身は小柄ながら、その足は同世代の日本人には珍しく膝が出ずすらりとしている。これは山田の母が、まっすぐな足に育つようにと、幼少時からあまり正座をさせずに育てたためという[2]。
- 「知りすぎたのね」は、ロス・インディオスのヒット曲としても知られるが、もともとはなかにし礼が山田に書いた曲である。
- 宗教はカトリック（幼児洗礼）であり、祖母、母ともに熱心な信者であった。

※典拠はすべてロミ・山田著 『楽譜を抱いて』(ISBN 4-04-653714-0)による。

## ディスコグラフィー

### シングル（A面／B面）
- 煙草のけむり／にくいあなた（1963年、ビクター）
- スイートハート・トリー／愛なき夜のブルース（1966年、ビクター）
- 言いわけなんてよして／白い炎（1967年、ビクター）
- 知りすぎたのね／恋のボヘミアン（1967年、ビクター）
- 愛のあきらめ／疑わないで（1968年、ビクター）
- そんな目をしないで／それでいいのね（1969年、ビクター）
- 私も女／お別れしましょう（1969年、ビクター）
- 一秒でもいい／ミサよ、タンゴを踊ろうよ（1969年、ビクター）
- 陶酔の中で／お別れはわたしから（1970年、ビクター）
- 今日でお別れ／甘いタバコ（1970年、ビクター）
- 心は流れて／愛の完結（1970年、ビクター）
- 晩歌／指定席（1971年、ビクター）
- 追想 (おもいで)／昨日のように（1972年、ビクター）
- マリコ／愛の残り時間（1974年、コロムビア）
- 煙草のけむり／知りすぎたのね（1975年、ビクター）
- ミラノ・ファンタジー／モザイク通り（1980年、ポリドール）
- そ・れ・だ・け・よ／それでもダーリン（1982年、トリオレコード）
- さらば燃えた日よ〜モルダウ（我が祖国）より〜（2016年、KICB 2663 キングレコード）[12]

### アルバム
- 知りすぎたのね（ビクター）
- 私の愛する歌（1997年、サテンドール三井）
- アヴェマリアを歌う（2005年、ジェイズレコード）
- 45周年記念ベストアルバム「ロミ山田 BEST SELECTION-45 ANNIVERSARY」（2005年、ダイプロ・エックス）
- アヴェマリアを歌う（2008年、コロムビアミュージックエンタテインメント）

## 主な出演

### 映画
- ひも（1965年）
- 波影（1965年）
- 我が青春（1965年）
- 日本侠客伝 雷門の決斗（1966年）
- インディレース 爆走（1967年）
- 日没前に愛して（1967年）
- シンガポールの夜は更けて（1967年）
- カモとねぎ（1968年）
- 兄貴の恋人（1968年）
- 俺っちのウエディング（1983年）
- どんぐり兄弟の梅干（2009年）

### テレビドラマ
- あなたはタバコがやめられる（1964年、日本テレビ）
- 虚空遍歴（1964年、TBS）
- 東京警備指令 ザ・ガードマン（TBS） - ※下記の5作とも映像が現存し、DVDが発売されている
  - 第4話「赤いエレベーター」（1965年）
  - 第20話「私は殺される」（1965年）
  - 第34話「ダイヤモンド作戦」（1965年）
  - 第94話「美しいスパイたち」（1967年）
  - 第105話「国際会議全滅作戦」（1967年）
- 悪の紋章（1965年、NET）
- 青い山脈（1966年、日本テレビ）
- 池田大助捕物日記 第7話「闇の中の囁き」（1974年、KTV）
- 必殺仕業人 第3話「あんたあの娘をどう思う」（1976年、ABC / 松竹） - お蝶
- ポーラ名作劇場 / 契りきぬ（1976年、NET）
- 水曜劇場 / さくらの唄（1976年、TBS）
- 東京メグレ警視シリーズ 第22話「警視と老夫婦の謎」（1978年、ABC）
- 木曜座 / 水中花（1979年、TBS）
- 夜明けのタンゴ（1980年、TBS）
- ザ・ハングマン 第21話「替え玉合格の悪ガキは十三階段へ」（1981年、ABC）　‐　高槻和代
- 火曜サスペンス劇場 / 松本清張スペシャル・黒の回廊（1984年、日本テレビ）
- 月曜ドラマランド / いたずらエンジェル おじゃ魔天使（1985年、フジテレビ）
- 外科病棟女医の事件ファイル 第1話「美人モデル殺し!死体の復讐」（1991年、テレビ朝日）
- 約束の夏（1992年、THK） - ヨシ・オオノ
- 鶴亀ワルツ（1998年、NHK）
- いい旅・いい夢・いい女（1999年、NHK）

### その他の番組
- 連想ゲーム（NHK） 準レギュラー
- ライオンのいただきます（フジテレビ） 準レギュラー
- ABOBAゲーム（テレビ朝日） 準レギュラー
- クイズ!年の差なんて（フジテレビ）
- クイズ!脳ベルSHOW（BSフジ）

### Vシネマ
- 熱血 二代目商店街（1999年）

### 舞台
- サム・テイラーとともに（1963年） ※日本劇場で共演。
- 日劇 春の踊り（1964年）
- Mr.レディMr.マダム（1981年）
- ママの貯金（1982年）
- ラヴミートゥナイト（1987年）
- エニシングゴーズ（1989年）
- ジュディ・ガーランド（1992年）

## 著書
- 女心の急所教えます（ルック社、1966年）
- 母と子の喧嘩の仕方 私の"感情教育"15年の記録（祥伝社ノンブック、1983年）
- 純金でお肌すべすべ すてきな美容法見つけた（リヨン社、1985年）
- 女が鏡をのぞくとき 五十歳からの毎日をイキイキ美しく（PHP研究所、1994年）
- 誰かと行きたいとっておきのお店ガイド（PHP研究所、1997年）
- 楽譜を抱いて（角川学芸出版、2010年）